# Adam Bargielski
Blahoslavený Adam Bargielski (7. ledna 1903, Kalinowo – 8. září 1942, koncentrační tábor Dachau) byl polský římskokatolický duchovní, farní vikář ve farnosti Myszyniec, který se stal obětí nacistického režimu.

## Život
Byl synem Františka Bargielského a Františky, rozené Jankowské. Studoval na Vyšším duchovním semináři v Łomży a 24. února 1929 byl vysvěcen na kněze. Působil pak postupně jako kaplan (dnešní terminologií farní vikář) v několika farnostech a rovněž studoval práva ve Štrasburku (tato studia však nedokončil). Od roku 1939 byl kaplanem ve farnosti Myszyniec. Jako kněz byl velmi horlivý, ač musel zápasit se svou ne vždy dostatečnou disciplinovaností.
V roce 1940 byl zatčen gestapem myszyniecký farář Klement Sawicki, kterému bylo již 83 let. P. Adam přišel 9. května 1940 na gestapo s prosbou, aby byl Sawicki propuštěn a nabídl se jako náhrada za něj. Jeho oběť byla přijata. Adam Bargielski byl poslán do koncentračního tábora Soldau v Działdowě. Později byl přesunut do Mauthausenu a následně do Dachau, kde byl zaevidován pod číslem 22061. Snažil se povzbuzovat spoluvězně. Ani pronásledování neovlivnilo jeho hluboký klid. Dne 8. září 1942 byl zabit lágrovým strážným.

## Beatifikace
Beatifikován byl papežem sv. Janem Pavlem II. dne 13. června 1999 ve skupině 108 polských mučedníků.